# Пётр Великий (бренди)
«Пётр Великий» — марка коллекционного коньяка, производимого Кизлярским коньячным заводом. Напиток был произведён в 2003 году к 300-летию Санкт-Петербурга.

## Описание марки
Коньяк «Пётр Великий» был выпущен в 2003 году специально к 300-летию Санкт-Петербурга. Рецепт напитка, который держится в строгом секрете, разрабатывался под руководством Владимира Григорьянца, возглавлявшего на тот момент Кизлярский коньячный завод.
Для производства коньяка используют коньячный дистиллят, полученный по классической технологии методом двойной сгонки виноматериалов на медных аппаратах и выдержанный не менее 25 лет в бочках из горного кавказского столетнего дуба.
Крепость напитка составляет 40 % об., при содержании сахара 7 г/дм³. Цвет тёмно-янтарный, обладает бархатистым вкусом с оттенком шоколада, в аромате проступают нотки ванили и корицы, которые усиливают разнообразие вкусов напитка. Длительное послевкусие при всей вкусовой нагрузке не кажется тяжёлым.
Начиная с года выпуска напиток завоевал более 19-ти Гран-При и 60 золотых медалей международных дегустационных конкурсов.
С 2008 года «Пётр Великий» является официальным напитком протокольных мероприятий Кремля и подаётся на встречах глав государств.

## Награды
- 2003 — Гран-При lll Международного форума «Индустрия напитков» г. Москва
- 2003, 2004, 2005 — Гран-При Петербургской ярмарки вин и водок
- 2003 — Золотая медаль «INTERNATIONAL AWARD» г. Вашингтон
- 2003 — Гран-При VII Международного профессионального конкурса вин г. Москва
- 2004 — Платиновый знак качества XXI века г. Москва
- 2004 — Гран-При IV Весенней агропромышленной выставки «РОСАГРО-2004» г. Москва
- 2005 — Гран-При «Продукт года 2005» г. Москва
- 2005 — Гран-При Международного конкурса «Лучший продукт 2005» г. Москва
- 2006 — Гран-При VI Форума «Индустрия напитков» г. Москва
- 2006 — Гран-При SPIRITS Москва
- 2006 — Гран-При Международного конкурса «Лучший продукт 2006» г. Москва
- 2007 — Гран-При и большая золотая медаль XI Международного профессионального конкурса вин и крепких напитков г. Москва
- 2007 — Гран-При Форума Дринк ЭКСПО" г. Санкт-Петербург
- 2007 — Гран-При IX Дегустационного конкурса «ПРОДЭКСПО-2007»
- 2008 — Большая золотая медаль Международного профессионального конкурса вин г. Москва
- 2008 — Золотая медаль Международного конкурса «Лучший продукт — 2008» г. Москва
- 2008 — Гран-При Международного конкурса «Лучший продукт», «ПРОДЭКСПО-2009»
- 2011 — Гран-При и золотая медаль XV Международного профессионального конкурса вин и спиртных напитков г. Москва
- 2013 — Гран-При и Лауреат международного конкурса «Лучший продукт — 2013» г. Москва
- 2014 — Гран-При и золотая медаль XVIII Международного профессионального конкурса вин и спиртных напитков г. Москва
- 2015 — Гран-При XX Международного профессионального конкурса вин и спиртных напитков г. Москва
- 2016 — Золотая медаль V Черноморского форума виноделия г. Варна
- 2018 — Золотая медаль 20-й Российской агропромышленной выставки «Золотая осень»
- 2018 — Золотая медаль Международного конкурса «Black Sea Wines 2018» в Варне (Болгария)[8]
- 2018 — Признан Лучшим коньяком России по версии конкурса «Золотой Лев» Голицынского Фестиваля[9]
- 2019 — Золотая звезда ПРОДЭКСПО на XXI Дегустационном конкурсе «ПРОДЭКСПО»[10]
- 2019 — Золотой диплом «Вина Чёрного моря 2019»[11]